# Самаевка (село)
Самаевка — село Ковылкинского района Республики Мордовия в составе Клиновского сельского поселения. 

## География
Находится на расстоянии примерно 17 километров по прямой на запад-юго-запад от районного центра города Ковылкино.

## История
Известно с 1869 года, когда оно было учтено как казенное село Наровчатского уезда из 120 дворов.

## Население
Постоянное население составляло 91 человек (русские 99%) в 2002 году, 61 в 2010 году .